# Vettweiß
Vettweiß (alternative spelling: Vettweiss) là một đô thị ở huyện Düren trong bang Nordrhein-Westfalen, Đức. Đô thị này tọa lạc khoảng 10 km về phía đông nam của Düren. 
Vettweiß có 11 khu vực dân cư:
- Vettweiß with Kettenheim
- Froitzheim with Frangenheim
- Ginnick
- Soller
- Jakobwüllesheim
- Kelz
- Lüxheim
- Gladbach with Mersheim
- Müddersheim
- Disternich
- Sievernich